# Ucceeb Ruáviuáivi
Ucceeb Ruáviuáivi (enaresamiska, nordsamiska: Roavvoaivi) är en kulle i Finland.   Den ligger i den ekonomiska regionen Norra Lappland och landskapet Lappland, i den norra delen av landet, 1 000 km norr om huvudstaden Helsingfors. Toppen på Ucceeb Ruáviuáivi är 390 meter över havet.
Terrängen runt Ucceeb Ruáviuáivi är platt åt nordost, men åt sydväst är den kuperad.  Trakten runt Ucceeb Ruáviuáivi är nära nog obefolkad, med mindre än två invånare per kvadratkilometer. Omgivningarna runt Roavvoaivi är i huvudsak ett öppet busklandskap.